# Albin Čižman
Albin Čižman, slovenski kajakaš na divjih vodah, * 30. avgust 1965, Ljubljana.
Čižman je za Slovenijo nastopil na Poletnih olimpijskih igrah 1992 v Barceloni, kjer je nastopil v slalomu in osvojil 9. mesto.